# Мельників Олександр Ілліч
Мельників Олександр Ілліч (?, Петроковська губернія, Російська імперія — ?) — старшина Дієвої Армії УНР.

## Біографія
Німець за походженням, народився у Петроковській губернії. 
Останнє звання у російській армії — полковник.
З 25 січня 1919 року до жовтня 1919 року — помічник начальника розвідчого відділу Головного управління Генерального штабу Дієвої Армії УНР. 
Подальша доля невідома.